# 2008 en rugby à XV
Cette page présente les faits marquants de l'année 2008 en rugby à XV : les principales compétitions et évènements liés au rugby à XV et rugby à sept ainsi que les décès de grandes personnalités de ces sports.

## Principales compétitions
- Celtic League (du 31 août 2007 au 10 mai 2008)
- Currie Cup (du 20 juin au 25 octobre 2008)
- Challenge européen (du 10 novembre 2007 au 25 mai 2008)
- Championnat d'Angleterre (du 15 septembre 2007 au 31 mai 2008)
- Championnat de France (du 26 octobre 2007 au 28 juin 2008)
- Coupe anglo-galloise (du 26 octobre 2007 au 12 avril 2008)
- Coupe d'Europe (du 9 novembre 2007 au 24 mai 2008)
- Super 14 (du 15 février au 31 mai 2008)
- Tournoi des six nations (du 2 février au 15 mars 2008)
- Tri-nations (du 5 juillet au 13 septembre 2008)

## Événements

### Février

#### Tournoi des six nations
Les heures sont en heure locale ; UTC dans les îles Britanniques, CEST en France et en Italie.
Première journée
| Le 2 février à 14h00 Croke Park à Dublin :                | Irlande    | 16 - 11 | Italie         |
| Le 2 février à 16h30 au Stade de Twickenham à Londres :   | Angleterre | 19 - 26 | Pays de Galles |
| Le 3 février à 15h00 au Murrayfield Stadium à Édimbourg : | Écosse     | 6 - 27  | France         |

Deuxième journée
| Le 9 février à 14h00 Millennium Stadium à Cardiff :     | Pays de Galles | 30 - 15 | Écosse     |
| Le 9 février à 17h00 au Stade de France à Saint-Denis : | France         | 26 - 21 | Irlande    |
| Le 10 février à 14h30 Stade Flaminio de Rome à Rome :   | Italie         | 19 - 23 | Angleterre |

Troisième journée
| Le 23 février à 15h00 Millennium Stadium à Cardiff :               | Pays de Galles | 47 - 8  | Italie     |
| Le 23 février à 17h00 Croke Park à Dublin (Centenary Quaich)       | Irlande        | 34 - 13 | Écosse     |
| Le 23 février à 21h00 Stade de France de Saint-Denis : (Le Crunch) | France         | 13 - 24 | Angleterre |

#### Championnat Européen des Nations
| 2 février 2008  | Géorgie  | 31 - 3  | Portugal           | à Tbilissi |
|                 |          |         |                    |            |
|                 |          |         |                    |            |
| 9 février 2008  | Géorgie  | 22 - 7  | Roumanie           | à Tbilissi |
|                 |          |         |                    |            |
|                 |          |         |                    |            |
| 16 février 2008 | Portugal | 42 - 6  | République tchèque | à Lisbonne |
|                 |          |         |                    |            |
|                 |          |         |                    |            |
| 23 février 2008 | Portugal | 6 - 11  | Géorgie            | à Lisbonne |
|                 | Espagne  | 11 - 17 | Roumanie           | à Madrid   |
|                 |          |         |                    |            |
|                 |          |         |                    |            |

#### Top League(Japon)

##### Microsoft cup
- Finale, le 24 février 14h00, au Chichibunomiya Rugby Stadium à Shibuya  : Suntorry Sungoliath 14 - 10 Sanyo Wild Knights

### Mars

#### Tournoi des six nations 2008
Les heures sont en heure locale ; UTC dans les îles Britanniques, CEST en France et en Italie.
Quatrième journée
| 8 mars à 13h15 à Croke Park à Dublin :                                | Irlande | 12 - 16 | Pays de Galles |
| 8 mars à 15h15 Murrayfield Stadium à Édimbourg : (Calcutta Cup)       | Écosse  | 15 - 9  | Angleterre     |
| 9 mars à 16h00 au Stade de France à Saint-Denis : (Trophée Garibaldi) | France  | 25 - 13 | Italie         |

Cinquième journée
| 15 mars à 13h00 Stade Flaminio de Rome à Rome :                     | Italie         | 23 - 20 | Écosse  |
| 15 mars à 15h00 Stade de Twickenham à Londres : (Millennium Trophy) | Angleterre     | 33 - 10 | Irlande |
| 15 mars à 17h00 au Millennium Stadium à Cardiff :                   | Pays de Galles | 29 - 12 | France  |

Le Pays de Galles remporte le 10e Tournoi des Six Nations de son histoire en réalisant le Grand chlem.

#### Championnat Européen des Nations
| 1er mars 2008 | Géorgie            | 41 - 26 | Portugal           | à Krasnodar |
|               |                    |         |                    |             |
|               |                    |         |                    |             |
| 8 mars 2008   | Roumanie           | 21 - 15 | Portugal           | à Bucarest  |
|               |                    |         |                    |             |
|               |                    |         |                    |             |
| 8 mars 2008   | Russie             | 42 - 16 | Espagne            | à Krasnodar |
|               |                    |         |                    |             |
|               |                    |         |                    |             |
| 15 mars 2008  | Russie             | 12 - 8  | Roumanie           | à Krasnodar |
|               |                    |         |                    |             |
|               |                    |         |                    |             |
| 22 mars 2008  | Roumanie           | 76 - 7  | République tchèque | à Bucarest  |
|               |                    |         |                    |             |
|               |                    |         |                    |             |
| 29 mars 2008  | République tchèque | 3 - 22  | Géorgie            | à Prague    |
|               |                    |         |                    |             |
|               |                    |         |                    |             |

#### Benecup 2008
Finale
- Samedi 15 mars:
  -  Boitsfort RC 22 - 12  RC 't Gooi Naarden

#### Coupe anglo-galloise
Demi-finales
| Date           | Lieu               | Équipe           | Score   | Équipe       |
| -------------- | ------------------ | ---------------- | ------- | ------------ |
| Samedi 22 mars | Millennium Stadium | Leicester Tigers | 34 - 24 | London Wasps |

| Date           | Lieu               | Équipe  | Score  | Équipe   |
| -------------- | ------------------ | ------- | ------ | -------- |
| Samedi 22 mars | Millennium Stadium | Ospreys | 30 - 3 | Saracens |

### Avril

#### Championnat Européen des Nations
| 12 avril 2008 | Russie             | 12 - 18 | Géorgie | à Krasnoïarsk |
|               |                    |         |         |               |
|               |                    |         |         |               |
| 19 avril 2008 | République tchèque | 3 - 49  | Russie  | à prague      |
|               |                    |         |         |               |
|               |                    |         |         |               |
| 26 avril 2008 | Géorgie            | 22 - 20 | Espagne | à Tbilissi    |
|               |                    |         |         |               |
|               |                    |         |         |               |

#### H Cup
| Quarts de finale  |             |                  |         |                  |                                  |
|                   |             |                  |         |                  |                                  |
| Samedi 5 avril    | à 15h00 UTC | London Irish     | 20 - 9  | USA Perpignan    | au Madejski Stadium de Reading   |
|                   | à 17h30 UTC | Gloucester RFC   | 3 - 16  | Munster          | au Kingsholm à Gloucester        |
| Dimanche 6 avril  | à 12h30 UTC | Saracens         | 19 - 10 | Ospreys          | à Vicarage Road à Watford        |
|                   | à 16h00 UTC | Stade toulousain | 43 - 17 | Cardiff Blues    | au Stadium municipal de Toulouse |
|                   |             |                  |         |                  |                                  |
| Demi-finales      |             |                  |         |                  |                                  |
|                   |             |                  |         |                  |                                  |
| Samedi 26 avril   | à 15h00 UTC | London Irish     | 15-21   | Stade toulousain | au stade de Twickenham à Londres |
| Dimanche 27 avril | à 15h00 UTC | Saracens         | 16-18   | Munster          | à la Ricoh Arena de Coventry     |

#### Coupe anglo-galloise
Finale
| Date            | Lieu                | Équipe           | Score  | Équipe  |
| --------------- | ------------------- | ---------------- | ------ | ------- |
| Samedi 12 avril | Stade de Twickenham | Leicester Tigers | 6 - 23 | Ospreys |

##### Challenge européen
| Quarts de finale  |             |                   |         |                   |                                         |
|                   |             |                   |         |                   |                                         |
| Vendredi 4 avril  | à 19h30 UTC | Sale Sharks       | 49 - 24 | CA Brive          | à Edgeley Park à Stockport              |
| Samedi 5 avril    | à 14h15 UTC | Bath Rugby        | 57 - 5  | Leeds Carnegie    | au Recreation Ground de Bath            |
|                   | à 15h00 UTC | Worcester         | 36 - 26 | Montpellier RC    | au Sixways Stadium de Worcester         |
|                   | à 20h00 UTC | Newcastle Falcons | 40 - 13 | Castres olympique | au Kingston Park de Newcastle upon Tyne |
|                   |             |                   |         |                   |                                         |
| Demi-finales      |             |                   |         |                   |                                         |
|                   |             |                   |         |                   |                                         |
| Vendredi 25 avril | à 20h00 UTC | Worcester         | 31-16   | Newcastle Falcons | au Sixways Stadium de Worcester         |
| Samedi 26 avril   | à 12h30 UTC | Bath Rugby        | 36-14   | Sale Sharks       | au Recreation Ground de Bath            |

### Mai

#### Championnat Européen des Nations
| 10 mai 2008 | Espagne | 21 - 17 | Portugal | à Madrid |
|             |         |         |          |          |
|             |         |         |          |          |

La Géorgie remporte la première division du Championnat européen des nations 2006-2008 et la République tchèque est relégué en division 2A.

#### Finale de laCoupe Ibérique
- Les Portugais de l'Agronomia Rugby l'emportent 26-13 face aux Portugais du GD Direito.

#### Coupe de Belgique
- Samedi 10 mai :
  -  Boitsfort RC gagne la Coupe de Belgique en battant l'ASUB Waterloo 17 à 13.

#### Celtic League
- Samedi 10 mai :
  -  Leinster termine premier du classement est remporte la Celtic League

##### Test-matches
- Mardi 27 mai :
  - Au Kingsholm Stadium de Gloucester  :  Barbarians 14 - 39  Irlande

##### H Cup
| Finale        |             |         |         |                  |                                  |
|               |             |         |         |                  |                                  |
| Samedi 24 mai | à 17h00 UTC | Munster | 16 - 13 | Stade toulousain | au Millennium Stadium de Cardiff |

##### Challenge européen
| Finale          |             |            |         |           |                                    |
|                 |             |            |         |           |                                    |
| Dimanche 25 mai | à 12h00 UTC | Bath Rugby | 24 - 16 | Worcester | au Kingsholm Stadium de Gloucester |

##### Super 14

###### Demi-finales
- Samedi 24 mai :
  - À l'AMI Stadium de Christchurch  : Hurricanes   22 - 33 Crusaders 
  - À Sydney Football Stadium de Sydney  : Sharks  13 - 28 Waratahs

###### Finale
- Samedi 31 mai :
  - À l'AMI Stadium de Christchurch  : Waratahs  12 - 20 Crusaders

##### Guinness Premiership
Demi-finales
- Dimanche 18 mai

À l'Adams Park  : London Wasps 21 - 10 Bath Rugby
À Kingsholm Stadium  : Gloucester RFC 25 - 26 Leicester Tigers
Finale
- Samedi 31 mai

Au stade de Twickenham  : London Wasps 26 - 16 Leicester Tigers

### Juin

#### Super 10
Finale
- Samedi 7 juin

Au Stade Brianteo à Monza : Calvisano 20 - 3 Benetton Trévise

#### Championnat du monde juniors
Demi-finales
- Mercredi 18 juin
  - 19h15 (CET) au Rodney Parade de Newport  :  Nouvelle-Zélande 31 - 6  Pays de Galles
  - 19h15 (CET) à Cardiff  :  Angleterre 26 - 18   Afrique du Sud

Finale
- Dimanche 22 juin
  - 19h00 (CET) Liberty Stadium de Swansea :  Nouvelle-Zélande 38 - 3  Angleterre

##### Test-matchs
- Dimanche 1er juin
  - 16h00 (CET) au stade de Twickenham à Londres :  Angleterre 17 - 14  Barbarians

- Samedi 7 juin
  - 9h30 (CET) au Westpac Stadium de Wellington :  Nouvelle-Zélande 21 - 11  Irlande
  - 16h00 (CET) au Free State Stadium de Bloemfontein :  Afrique du Sud 43 - 17  Pays de Galles
  - 21h00 (CET) au Stade  Dr. Lisandro de la Torre de Rosario :  Argentine 21- 15  Écosse

- Samedi 14 juin
  - 9h30 (CET) à l'Eden Park d'Auckland :  Nouvelle-Zélande 37 - 20  Angleterre
  - 12h00 (CET) à l'ANZ Stadium de Sydney :  Australie 18 - 12  Irlande
  - 16h00 (CET) au Loftus Versfeld Stadium de Pretoria :  Afrique du Sud 37 - 21  Pays de Galles
  - 21h00 (CET) à Buenos Aires :  Argentine 14 - 26  Écosse

- Samedi 21 juin
  - 9h30 (CET) à l'AMI Stadium de Christchurch :  Nouvelle-Zélande 44 - 12  Angleterre
  - 15h00 (CET) au Newlands Stadium du Cap :  Afrique du Sud 26 - 0  Italie

- Samedi 28 juin
  - 12h00 (CET) à l'ANZ Stadium de Sydney :  Australie 34 - 13  France
  - 20h00 (CET) en Argentine :  Argentine 12 - 13  Italie
  - à Victoria :  Canada 7 -  17 Barbarians français

#### TOP 14
| Demi-finales      |         |                  |         |                      |                                    |
|                   |         |                  |         |                      |                                    |
| Samedi 21 juin    | à 17h00 | ASM Clermont     | 21 - 7  | USA Perpignan        | au Stade Vélodrome de Marseille    |
| Diamanche 22 juin | à 15h00 | Stade toulousain | 31 - 13 | Stade français Paris | au Stade Chaban-Delmas de Bordeaux |
|                   |         |                  |         |                      |                                    |
| Finale            |         |                  |         |                      |                                    |
|                   |         |                  |         |                      |                                    |
| Samedi 28 juin    | à 21h00 | ASM Clermont     | 20-26   | Stade toulousain     | au Stade de France de Saint-Denis  |

##### Pro D2
- Dimanche 6 juin :
  - Le RC Toulon termine premier du classement ils sont donc promus en TOP 14 et également champion de Pro D2.

| Demi-finales d'accession au TOP 14 |         |                 |         |                 |                                               |
|                                    |         |                 |         |                 |                                               |
| Dimanche 15 juin                   | à 15h15 | Stade montois   | 12 - 6  | Lyon OU         | au Stade Guy-Boniface de Mont-de-Marsan       |
|                                    | à 19h00 | Racing Métro 92 | 23 - 17 | Stade rochelais | au Stade olympique Yves-du-Manoir de Colombes |
|                                    |         |                 |         |                 |                                               |
| Finale d'accession au TOP 14       |         |                 |         |                 |                                               |
|                                    |         |                 |         |                 |                                               |
| Samedi 21 juin                     | à 15h00 | Racing Métro 92 | 23-32   | Stade montois   | au Stade municipal de Beaublanc à Limoges     |

#### Pacific Nations Cup
- 1re journée
  - Samedi 7 juin
    -  Fidji –  Samoa : 34-17
    - Māori All Blacks- Tonga : 20-9

  - Dimanche 8 juin
    -  Japon -  Australie A : 21-42

- 2e journée
  - Samedi 14 juin
    -  Fidji - Māori All Blacks : 7-11
    -  Samoa- Australie A : 15-20

  - Dimanche 15 juin
    -  Japon- Tonga : 35-13

- 3e journée
  - Samedi 21 juin
    - Māori All Blacks -  Samoa : 17-6

  - Dimanche 22 juin
    -  Japon- Fidji : 12-24
    -  Australie A-  Tonga : 90-7

- 4e journée
  - Samedi 28 juin
    -  Tonga -  Samoa : 15-20
    -  Māori All Blacks- Japon : 62-22

  - Dimanche 29 juin
    -  Australie A-  Fidji : 50-13

### Juillet

#### Pacific Nations Cup
- 5e journée
  - Samedi 5 juillet
    -  Tonga -  Fidji : 27-16
    -  Samoa- Japon : 37-31
    -  Australie A -  Māori All Blacks  : 18-21

Les Māori All Blacks remporte le Pacific Nations Cup 2008 avec 5 victoires en 5 matchs.

#### Test-matches
- Samedi 5 juillet
  - 12h00 (CET) au Suncorp Stadium de Brisbane :  Australie 40 - 10  France

#### Tri-nations
- Samedi 5 juillet

Au Westpac Stadium à Wellington :  Nouvelle-Zélande 19 - 8  Afrique du Sud
- Samedi 12 juillet

A Carisbrook à Dunedin :  Nouvelle-Zélande 28 - 30  Afrique du Sud
- Samedi 19 juillet

Au Subiaco Oval à Perth :  Australie 16 - 9  Afrique du Sud
- Samedi 26 juillet

A l'ANZ Stadium de Sydney :  Australie 34 - 19  Nouvelle-Zélande

### Août

#### Tri-nations
- Samedi 2 août

A l'Eden Park Auckland :  Nouvelle-Zélande 39 - 10  Australie
- Samedi 16 août

Au Newlands Stadium Le Cap :  Afrique du Sud 0 - 19  Nouvelle-Zélande
- Samedi 23 août

Au ABSA Stadium de  Durban :  Afrique du Sud 15 - 27  Australie
- Samedi 30 août

Au Ellis Park Stadium de  Johannesburg  Afrique du Sud 53 - 8  Australie

### Septembre

#### Test-matches
- Mercredi 3 septembre
  - à New Plymouth :  Nouvelle-Zélande 101 - 14  Samoa

#### Tri-nations
- Samedi 13 septembre
  - Au Suncorp Stadium à  Brisbane :  Australie  24 - 28  Nouvelle-Zélande

Les All Blacks remportent leur 9e Tri-nations de leur histoire.

### Octobre

#### Currie Cup
Finale
- Samedi 25 octobre
  - À l'ABSA Stadium de Durban : Natal Sharks 14 - 9 Blue Bulls

#### Air New Zealand Cup
Finale
- Samedi 25 octobre
  - Wellington 6 -7 Canterbury

### Novembre
- Test match
  - 1er novembre :

- 8 novembre :
  - Test match

- 14 novembre :
  - Test match

- 15 novembre :
  - Test match

- 16 novembre :
  - Test match

- 22 novembre :
  - Test match

- 29 novembre :
  - Test match

### Décembre
- 3 décembre : les Australiens terminent leur tournée européenne par une victoire contre les Barbarians sur le score de 18 à 11[1].
  - Test match

## Principaux décès
- 25 mars : Thierry Gilardi, commentateur sur TF1 et vice-président du Stade français décède d'une crise cardiaque à l'âge de 49 ans[2].
- 2 avril : Isidoro Quaglio, international italien, ancien deuxième ligne du CS Bourgoin-Jallieu, ancien entraîneur du XV d'Italie.
- 6 avril : Tony Davies, arrière ou trois-quarts centre, international néo-zélandais à dix-sept reprises dans les années 1960.
- 20 avril : Joseph Garcia, trois-quarts centre du RC Toulon dans les années 1950.
- 26 avril : Donald Sloan, trois-quarts centre, international écossais et Barbarians dans les années 1950.
- 25 juillet : Roland Bacca, deuxième ligne du Stade lavelanétien, du SC Graulhet et du SC Albi puis entraîneur à Lavelanet et à l'US Cognac.
- 26 juillet : Daniel Santamans, talonneur puis entraîneur du Stade toulousain, de Blagnac, Lourdes, Tarbes et de l'équipe nationale de Roumanie.
- 4 septembre : André Garrigue, troisième ligne de l'USAP et de Montauban, ancien président de l'US Montauban, ancien vice-président de la Fédération française de rugby[3].
- 12 décembre : Élie Pebeyre, trois-quart aile de l'équipe de France, de l'Union sportive Fumel Libos et du CA Brive.
- 13 décembre : John Drake, pilier des All Blacks, vainqueur de la Coupe du monde 1987 meurt à 49 ans[4].